# Horisme rectilineata
Horisme rectilineata là một loài bướm đêm trong họ Geometridae.